# Comores aux Jeux paralympiques d'été de 2012
Les Comores participent pour la première fois aux Jeux paralympiques lors des Jeux d'été de 2012 (du 29 août au 9 septembre) à Londres.
Le pays est représenté par un unique sportif, Ahamada Hassani Djaé, en natation, sur le 50 mètres nage libre en catégorie S9 (handicap au niveau d'un bras ou d'une jambe). Lors de sa série, il fait un faux départ, le disqualifiant mais il nage néanmoins sa longueur sous les applaudissements du public londonien.